# Edmund Schneider (Putschist)

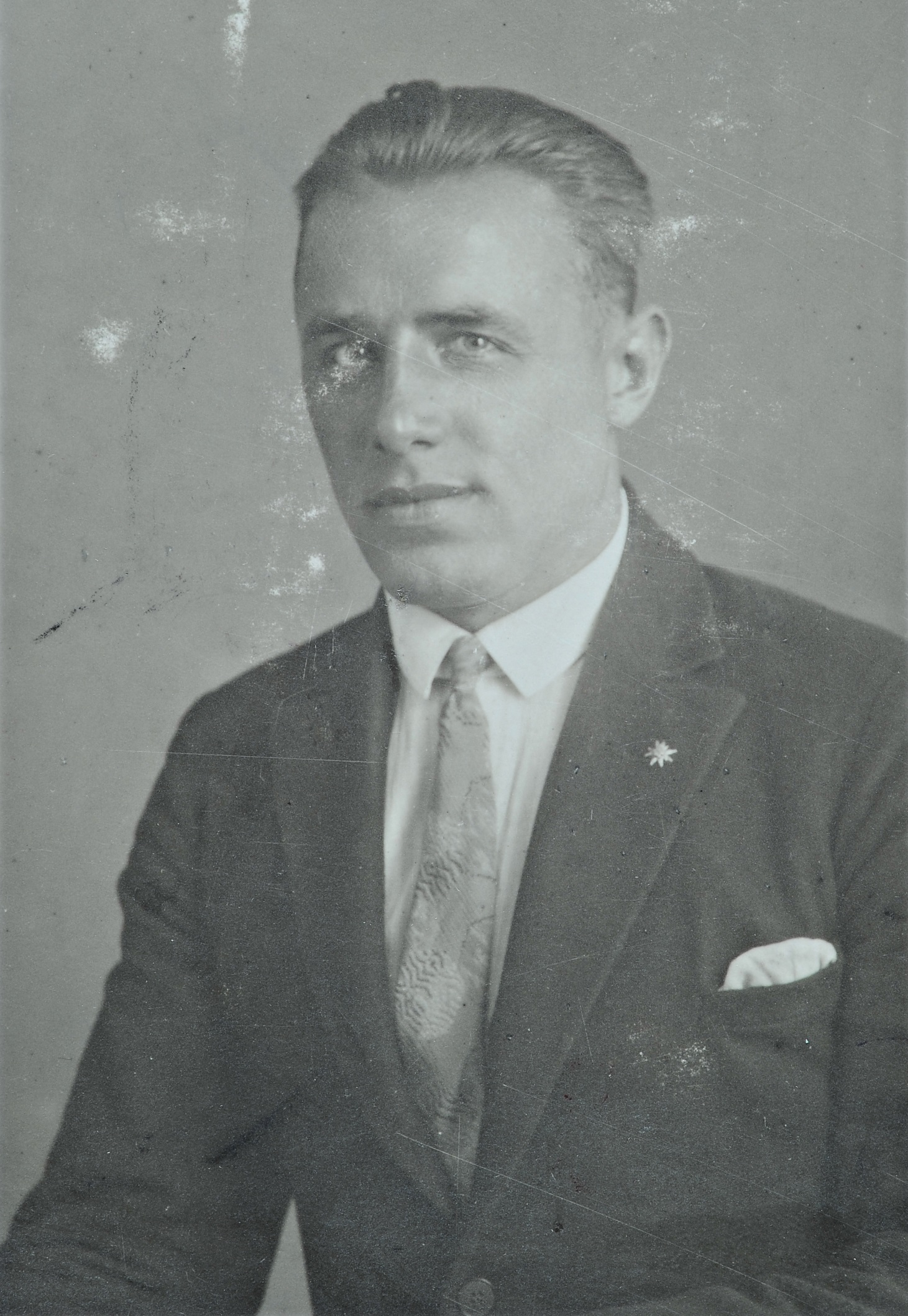
Edmund Schneider (1925)

Edmund Schneider (* 11. Mai 1902 in München; † 23. Mai 1970 ebd.) war ein deutscher Bankbeamter und paramilitärischer Aktivist. Er wurde vor allem bekannt als einer der Angeklagten im „kleinen“ Hitler-Putsch-Prozess vom April 1924 vor dem Volksgericht München, in dem er wegen seiner Beteiligung am Hitler-Putsch vom November 1923 zu einer Haftstrafe auf der Festung Landsberg verurteilt wurde, sowie als Mitgründer der Schutzstaffel (SS).

## Leben

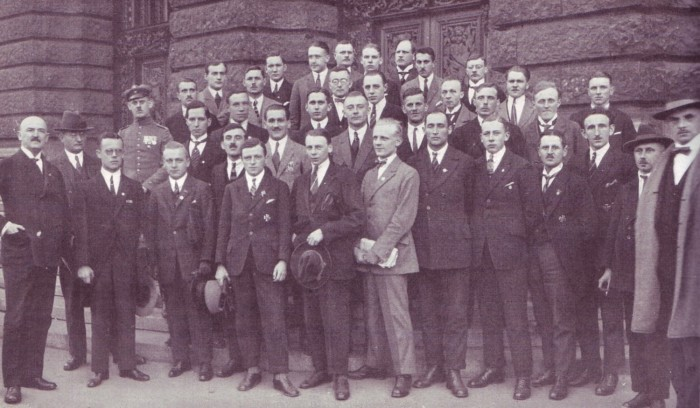
Schneider im Kreis der Angeklagten im „kleinen“ Hitler-Putsch-Prozess (April 1924)

Schneider war ein Sohn des Theodor Schneider und seiner Ehefrau Maria, geb. Zeitler. Nach dem Schulbesuch durchlief Schneider eine Banklehre und arbeitete anschließend als Bankbeamter.
Um 1922 wurde Schneider Mitglied der Nationalsozialistischen Arbeiterpartei (NSDAP) und ihrer Versammlungs- und Saalschutztruppe, der Sturmabteilung (SA). Als geübter Hobbyboxer erwies Schneider sich als ein fähiger Schläger bei Straßen- und Saalschlachten der Nationalsozialisten mit ihren politischen Gegnern.
Im Jahr 1923 wurde Schneider Mitglied des Stoßtrupps Adolf Hitler einem paramilitärischen Kampfverband, der aus den schlagkräftigsten Mitgliedern der Sturmabteilungen als eine Art Parteigarde gebildet wurde. Als Angehöriger des Stoßtrupps nahm Schneider im November 1923 an dem als Hitler-Putsch bekannt gewordenen Versuch der Nationalsozialisten, sich auf dem Weg eines gewaltsamen Umsturzes in den Besitz der Staatsgewalt zu setzen, teil.
Nach dem Scheitern des Hitler-Putsches wurde Schneider verhaftet. Er wurde zusammen mit zwanzig anderen Putschteilnehmern wegen Beihilfe zum Hochverrat angeklagt: Am 23. April 1924 wurde er im Zuge des vor dem Volksgericht München verhandelten kleinen Hitler-Putsch-Prozesses zu einer Festungsstrafe von 16 Monaten verurteilt. Diese verbüßte er zusammen mit Adolf Hitler, Rudolf Heß, Edmund Heines und etwa zwanzig weiteren Putschbeteiligten im Sommer und Herbst 1924 auf der Festung Landsberg.

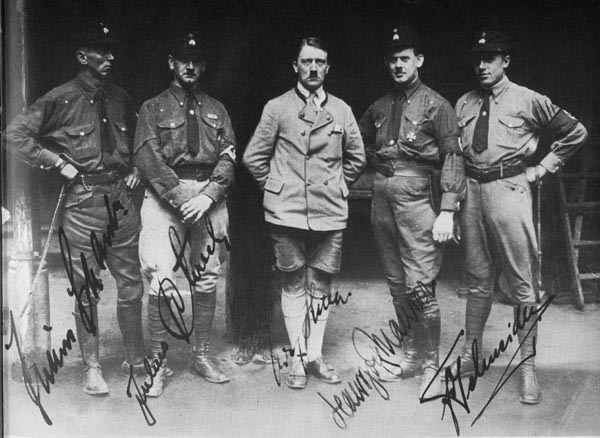
Schneider (rechts außen) als Mitglied von Hitlers persönlicher Leibwache (um 1925). Außerdem im Bild: Hansjörg Maurer, Julius Schaub und Julius Schreck

Nach seiner Freilassung trat Schneider 1925 in die von Hitler neugegründete NSDAP ein (Mitgliedsnummer 75). Zusammen mit Julius Schreck, Julius Schaub, Erhard Heiden und Hansjörg Maurer gründete Schneider im Frühjahr 1925 außerdem die SS, wobei diese fünf Männer als ursprünglicher engster Kern der SS die erste persönliche Leibwächtertruppe für Hitler bildeten. Zu persönlichen Reibungen zwischen Schneider und Schaub kam es aufgrund einer außerehelichen Affäre von Schaubs Ehefrau mit Schneider, die zur Scheidung Schaubs führte.
1926 zog Schneider sich nach persönlichen Streitereien aus der NSDAP zurück: Er hatte im Mai 1926 gegenüber einem Ausgeher des Völkischen Beobachters, der einen Artikel im Stürmer über angeblichen jüdischen Kindsmord las, den Kommentar abgegeben, dass Hitler, Esser und Streicher „dasselbe machen“ würden und dass „wir“ daher keinen Grund hätten, „über die Juden so [zu] schimpfen“, da es „bei uns“ ja „genau so gemacht“ werde. Nachdem der Ausgeher dies dem im Büro der Schriftleitung des Völkischen Beobachters tätigen Ulrich Graf gemeldet hatte, informierte dieser Hitlers persönliches Sekretariat in einem Brief vom 7. Mai 1926 hierüber. Schneider wurde hieraufhin das Betreten des Parteilokals verboten.
Einer Vorladung durch den Geschäftsführer der NSDAP Philipp Bouhler zu einer Anhörung vor dem Untersuchungs- und Schlichtungsausschuss der Partei (USchlA) in der Sache leistete Schneider am 21. Mai 1926 nicht Folge, stattdessen schickte er nur einen Brief an den USchlA. Einem Bekannten hatte er zuvor mitgeteilt, dass er den Uschla nicht anerkenne. Am 21. Mai 1926 beantragte der Untersuchungs- und Schlichtungsausschuss, vertreten durch Ulrich Graf, Karl Ostberg und Bruno Heinemann, daraufhin Schneiders Ausschluss aus der NSDAP wegen schweren Verstoßes gegen die Parteidisziplin, den sie in seiner Äußerung sowie dem Versuch, sich der Verantwortung für diese durch Nichterscheinen zu entziehen, erblickte, wobei das disziplinwidrige Verhalten bei einem Mitglied der SS als besonders schwer wiegend gewertet wurde. Schneider erklärte als Reaktion hierauf am 26. Mai selbst seinen Austritt aus der NSDAP. Auf Wunsch von Hitler unterblieben daraufhin weitere Schritte gegen ihn.
Später wurde Schneider erneut in die NSDAP aufgenommen und mit dem Goldenen Ehrenzeichen der Partei und dem sogenannten Blutorden für Teilnehmer am Hitler-Putsch ausgezeichnet. 1939 ist er als Sportschriftleiter mit Wohnsitz in der Winzererstraße 26/II in München nachweisbar.